# Still the Same... Great Rock Classics of Our Time
Still the Same... Great Rock Classics of Our Time es el vigesimocuarto álbum de estudio del cantante británico Rod Stewart, lanzado el 10 de octubre de 2006 por el sello J Records. Es la primera publicación tras el Great American Songbook de cuatro volúmenes, de los cuales recibieron una crítica negativa pero una recepción comercial aceptable. Dura aproximadamente cuarenta y siete minutos. Clive Davis y John Shanks se encargaron de la producción, mientras que Elvin Bishop, Bob Dylan, John Fogerty, Glenn Frey, David Gates, Don Henley, Chrissie Hynde, Yusuf Islam, Tom Kelly, Mark Leonard, Van Morrison, Charles Sandford, Ronnie Scott, Bob Seger, J.D. Souther, Billy Steinberg, John Waite y Steve Wolfe de la composición. Ha sido lanzado más de cinco veces en disco compacto. Entró en las listas European Top 100 Albums, Billboard 200, Top Canadian Albums y Top Internet Albums y Rock Albums donde ocupó el primer lugar en las tres últimas. Tatemaker Albums la posicionó en el puesto once. «Fooled Around And Fell In Love» apareció en el puesto trece del conteo Hot Adult Contemporary Tracks, mientras que «Have You Ever Seen The Rain» en el seis. Recibió una crítica negativa por parte de los sitios About.com, AllMusic, Entertainment Weekly, The Guardian, Music Box y The Rolling Stone Album Guide. También recibió varias certificaciones de oro y platino.

## Crítica
Bill Lamb de About.com le dio tres estrellas de cinco y opinó: «las grabaciones son profesionales, confortables [...]» y «escuchar a [...] es una expericiencia placentera». Stephen Thomas Erlewine de Allmusic dijo que no es el «peor disco que ha hecho», pero es mejor que The Great American Songbook y obtuvo dos estrellas y media de cinco. Chris Willman de Entertainment Weekly dio una crítica mixta. Mat Snow de The Guardian opinó negativamente y le dio tres estrellas de cinco. John Metzger de Music Box mencionó que el cantante debería recuperar su «credibilidad artística» y finalizó con dos estrellas de cinco. La revista Rolling Stone le dio una estrella de cinco.

## Comercial
En la lista Australian Albums, entró el puesto dieciséis, mientras que en el Austrian Albums la posición número once. Obtuvo el primer lugar en los conteos Canadian Albums Chart, New Zealand Albums y Billboard 200. En la lista española alcanzó el noveno lugar.

## Lista de canciones
1. «Have You Ever Seen the Rain?» (John Fogerty) – 3:12
2. «Fooled Around and Fell in Love» (Elvin Bishop) – 3:48
3. «I'll Stand by You» (Chrissie Hynde, Thomas Kelly, William Steinberg) – 4:29
4. «Still the Same» (Bob Seger) – 3:38
5. «It's a Heartache» (Ronnie Scott, Steve Wolfe) – 3:32
6. «Day After Day» (Peter Ham) – 3:07
7. «Missing You» (Mark Leonard, Charles Sandford, John Waite) – 4:18
8. «Father and Son» (Cat Stevens) – 3:36
9. «The Best of My Love» (Don Henley, Glenn Frey, J. D. Souther) – 3:44
10. «If Not for You» (Bob Dylan) – 3:36
11. «Love Hurts» (Boudleaux Bryant) – 3:47
12. «Everything I Own» (David Gates) – 3:06
13. «Crazy Love» (Van Morrison) – 2:42
14. «Lay Down Sally»" (Bonus Track de Reino Unido) (Eric Clapton, Marcy Levy, George Terry) – 4:00

- Fuente:[1][10]

## Posicionamiento en listas
| Listas (2008)     | Mejor posición |
| ----------------- | -------------- |
| Argentina (CAPIF) | 1              |

## Certificaciones
| País           | Certificaciones |
| -------------- | --------------- |
| Australia      | Platino         |
| Brasil         | Oro             |
| Canadá         | Platino         |
| Hungría        | Oro             |
| Irlanda        | 2x platino      |
| Nueva Zelanda  | 2x platino      |
| Polonia        | Oro             |
| España         | Oro             |
| Reino Unido    | Oro             |
| Estados Unidos | Oro             |